# Aransas Pass
Aransas Pass est une municipalité américaine des comtés d'Aransas, de Nueces et de San Patricio au Texas. Sa population s’élevait à 8 204 habitants lors du recensement de 2010.